# 1-Pentanol

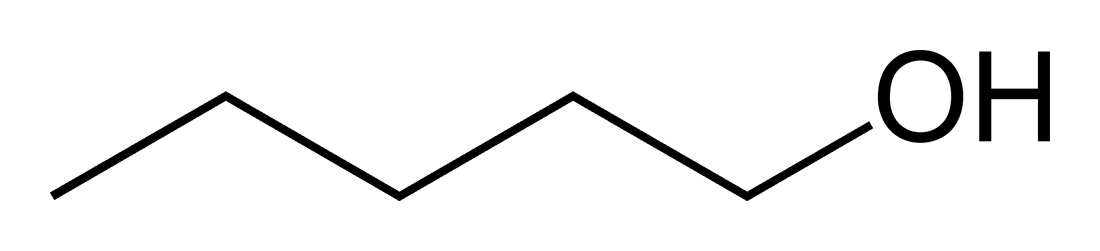
Esqueleto de la fórmula de 1-pentanol.

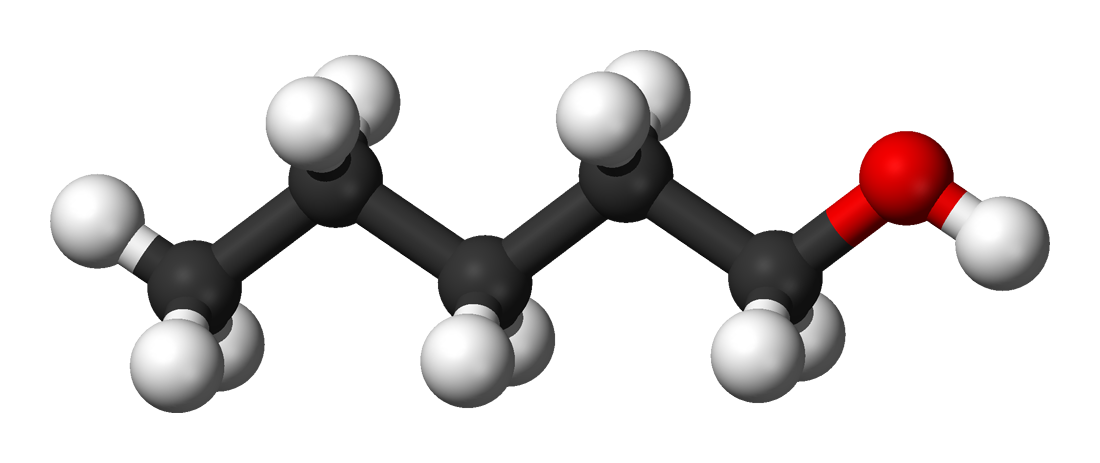
1-Pentanol: modelo de bolas y varillas.

1-Pentanol (o n-pentanol, pentan-1-ol, o alcohol amílico normal), es un alcohol con cinco átomos de Carbono y fórmula molecular C5H12O. Es un líquido incoloro de olor desagradable. Hay otros 7 isómeros estructurales de pentanol (ver alcohol amílico). El éster formado a partir de ácido butanoico y 1-pentanol, butírato de pentilo, huele a albaricoque. El éster formado a partir de ácido acético y 1-pentanol, acetato de pentilo, huele a plátano. El isovaleriato de pentilo huele a manzana. Estos ésteres se usan en la industria de alimentos como saborizantes artificiales, principalmente en bebidas y golosinas como caramelos y gomas de mascar.
El pentanol puede prepararse por destilación fraccionada de aceite de fusel. Para reducir el uso de combustibles fósiles, las investigaciones en curso tratan de evaluar el coste efectivo de la utilización de la fermentación para producir Bio-Pentanol. El pentanol puede usarse como disolvente en la producción de CD y DVD y como sustituto de la gasolina.